# نوره فائزه
نوره فائزه اولین زن عربستانی است که پس از تغییرات گسترده ملک عبدالله پادشاه عربستان بعنوان معاون وزیر آموزش و پرورش درامور دختران، به کابینه راه یافت.

## زندگی‌نامه
نوره در سال ۱۹۵۶ در شقرا متولد شد و مدرک کارشناسی علوم انسانی را از دانشگاه شاه سعود در ریاض در سال ۱۹۷۹ دریافت کرد و او همچنین در سال ۱۹۸۲ مدرک کارشناسی ارشد در فنون آموزشی را از دانشگاه ایالت یوتا دریافت کرد.